# Omyomymar alar
Omyomymar alar är en stekelart som beskrevs av Schauff 1983. Omyomymar alar ingår i släktet Omyomymar och familjen dvärgsteklar. Inga underarter finns listade i Catalogue of Life.